# Ермаков, Олег Николаевич
Оле́г Никола́евич Ермако́в (род. 20 февраля 1961, Смоленск, СССР) — российский писатель и журналист, лесник.

## Биография
Родился 20 февраля 1961 года в Смоленске. Работал лесником в Баргузинском, Алтайском и Байкальском заповедниках (1978—1980), был сотрудником в районной газеты «Красное Знамя» (1980—1981).
В 1981—1983 гг. служил топогеодезистом  артиллерийской батарее в Афганистане. Пережитое там легло в основу его первых произведений.
После армии работал корреспондентом в Смоленской областной газете «Смена» (1983—1985), позже — сторожем и сотрудником Гидрометеоцентра в Смоленске (1985—1989).
Как писатель он дебютировал подборкой рассказов на тему афганской войны «Зимой в Афганистане» в журнале «Знамя» в 1987 году. Позже публиковался в журналах «Знамя», «Нева», «Новый мир», «Вертикаль. ХХI век», «Волга», «Урал», «Октябрь», «Дружба народов», в альманахе «Под часами».
Член Союза писателей РСФСР с 1989 года, с 1992 года — Союза российских писателей. С 1995 года член ПЕН-клуба (вышел). С 2011 года входит в состав Первого жюри Международной премии имени О. Генри «Дары волхвов» (Нью-Йорк).
Произведения Ермакова переведены на английский, венгерский, голландский, датский, итальянский, китайский, корейский, немецкий, финский, французский и японский языки.

## Основные произведения

### Романы
- «Знак зверя»[2][7]
- «Запах пыли»
- «Свирель вселенной»[10]
- «Холст»
- «Возвращение в Кандагар»[7][8]
- «Песнь тунгуса»
- «Радуга и Вереск»[11]
- «Голубиная книга анархиста»
- «Родник Олафа»
- «С той стороны дерева»
- «Либгерик»
- «По дороге в Вержавск»
- «Вокруг света»
- «Иван-чай-сутра»
- «Круг ветра»

### Рассказы
- «Зимой в Афганистане»[9]
- «Арифметика войны»
- «Покинутые, или Безумцы»
- «Заброшенный сад»
- «Синтаксис глубинной жизни»
- «Смоленский мост»
- «Телевизор снов, или Разговоры со щеглом»

## Премии
- Премии журналов «Знамя» (1995), «Нева» (2010), «Новый мир» (2009; 2014)
- Премия газеты «Литературная Россия» (2008; рассказ «Солдат Данилкин и невидимый царь»)
- Премия имени Ю. Казакова (2009; рассказ «Лёгкий поток»)[8]
- Премия «Ясная поляна»[12] в номинации «Выбор читателей» (2017; поездка в Южную Корею на двоих, роман «Песнь тунгуса»)
- Премия А. Т. Твардовского (2018; книга «Вокруг света»)
- Финалист премии «Большая книга» (2018; роман «Радуга и Вереск»)[11][12]
- Финалист премии «Большая книга» (2022; роман «Родник Олафа»)

## Интервью
- Кристина. Отрывок из романа «С той стороны дерева» (2011) (Архивная копия от 9 февраля 2019 на Wayback Machine)
- «Война — не фетиш. Порой за горами оружия и грохотом не видно главного» (2012) (Архивная копия от 16 февраля 2012 на Wayback Machine)
- Олег Ермаков: «Чтение похоже на медитацию. Человек читающий приходит в себя» (2012) (Архивная копия от 15 июня 2021 на Wayback Machine)
- Олег Ермаков: «Надо упразднить государство как политическую организацию общества» (2018) (Архивная копия от 4 апреля 2018 на Wayback Machine)
- Олег Ермаков: «История вообще человеческое предприятие» (2018) (Архивная копия от 6 ноября 2018 на Wayback Machine)
- Мы достойны настоящей полной свободы (2021) (Архивная копия от 6 июня 2021 на Wayback Machine)

## Статьи о прозе Ермакова
- Дмитрий Бавильский. Более странно, чем рай // Новый мир. — 1998. — № 5. Архивная копия от 10 апреля 2012 на Wayback Machine
- Игорь Фролов. Война и миф // Art of War. — 2.06.2019.
- Владислав Толстов. Забытый шедевр: самый глубокий роман о войне в Афганистане // Регнум. — 24.07.2019.